# ジョティー・アムゲ

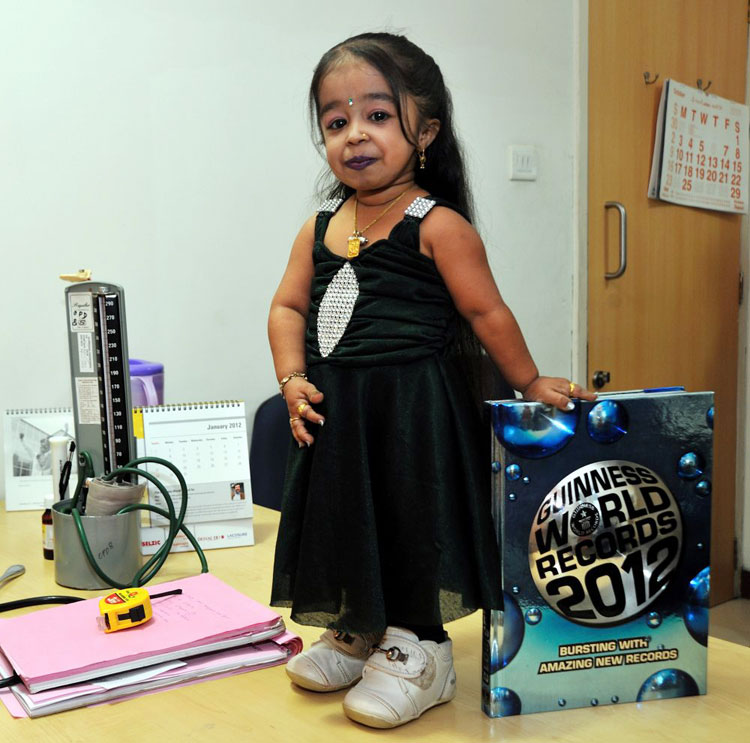
ジョティー・アムゲ

ジョティー・キシャンジ・アムゲ（Jyoti Kishanji Amge、1993年12月16日 - ）は、インドのナーグプル出身の女性。現在存命中の、最も背が低い女性としてギネス世界記録に認定されている。彼女は身長が伸びなくなる病気軟骨無形成症を患っており、その結果身長は58センチ、体重は5.25キロ（2008年時点）しかない。
何度か来日しており、2009年9月6日にフジテレビの「ギネス世界記録公認！びっくり超人スペシャル」番組内で「世界一小さいティーンエイジャー（身長61.95cm）」として認められた。同番組内では「アムちゃん」という愛称で呼ばれている。
2011年12月16日にナーグプルのウォックハート病院の立ち合いで身長計測が行われた際、62.8cmを記録して「存命中の最も背が低い女性」と認定された。これに伴い、インド映画界にデビューする予定が示された。『ギネス世界記録 2014』には見開きで「ほぼ実物大」と銘打たれた写真が掲載された。